# 梅卡 (印第安納州)
梅卡（英語：Mecca）是一個位於美國印地安納州帕克縣的城鎮。

## 人口
根據2010年美國人口普查的數據，梅卡的面積為1.02平方千米，當中陸地面積為1.02平方千米，而水域面積為0.00平方千米。當地共有人口335人，而人口密度為每平方千米328人。